# 10147 Mizugatsuka
10147 Mizugatsuka è un asteroide della fascia principale. Scoperto nel 1994, presenta un'orbita caratterizzata da un semiasse maggiore pari a 3,1899751 UA e da un'eccentricità di 0,1218457, inclinata di 2,44858° rispetto all'eclittica.